# Theretra jugurtha
Theretra jugurtha är en fjärilsart som beskrevs av Jean Baptiste Boisduval 1875. Theretra jugurtha ingår i släktet Theretra och familjen svärmare. Inga underarter finns listade i Catalogue of Life.